# کولکره (ارکیپا)
کولکره (به اسپانیایی: Colquere) یک کوه در پرو است. کولکره ۵٬۲۰۰ متر بالاتر از سطح دریا واقع شده‌است.